# Kabinett Starmer
Das Kabinett Starmer (englisch Starmer ministry) ist die amtierende Regierung des Vereinigten Königreichs, die am 5. Juli 2024 von König Charles III. ernannt wurde, nachdem die Labour Party am Tag zuvor einen sehr deutlichen Wahlsieg bei der Unterhauswahl errungen hatte. 
Es ist die erste Labour-Regierung seit der Unterhauswahl am 6. Mai 2010. 
Bei den Unterhauswahlen 2015, 2017 und 2019 hatten die Tories die meisten Stimmen und Unterhausmandate erhalten und den Premierminister gestellt.

## Kabinettsmitglieder
| Amt | Bild | Amtsinhaber        | Partei | Partei                            | Amtszeit                                           | Amtszeit                        |
| --- | ---- | ------------------ | ------ | --------------------------------- | -------------------------------------------------- | ------------------------------- |
| Premierminister Erster Lord des Schatzamtes Minister für den öffentlichen Dienst Minister für die Union |      | Keir Starmer       |        | Labour Party                      | 5. Juli 2024                                       | amtierend                       |
| Stellvertretende Premierministerin Ministerin für Wohnen, Kommunen und Selbstverwaltung                 |      | Angela Rayner      |        | Labour Party                      | 5. Juli 2024                                       | amtierend                       |
| Schatzkanzlerin Zweiter Lord des Schatzamtes                                                            |      | Rachel Reeves      |        | Labour Party                      | 5. Juli 2024                                       | amtierend                       |
| Außenminister                                                                                           |      | David Lammy        |        | Labour Party                      | 5. Juli 2024                                       | amtierend                       |
| Innenministerin                                                                                         |      | Yvette Cooper      |        | Labour Party                      | 5. Juli 2024                                       | amtierend                       |
| Verteidigungsminister                                                                                   |      | John Healey        |        | Labour Party                      | 5. Juli 2024                                       | amtierend                       |
| Lordkanzlerin Justizministerin                                                                          |      | Shabana Mahmood    |        | Labour Party                      | 5. Juli 2024                                       | amtierend                       |
| Minister für Gesundheit und Soziale Dienste                                                             |      | Wes Streeting      |        | Labour Party                      | 5. Juli 2024                                       | amtierend                       |
| Kanzler des Herzogtums Lancaster Minister im Cabinet Office                                             |      | Pat McFadden       |        | Labour Party                      | 5. Juli 2024                                       | amtierend                       |
| Lordpräsident des Rates Leader of the House of Commons                                                  |      | Lucy Powell        |        | Co-operative Party (Labour Co-op) | 5. Juli 2024                                       | amtierend                       |
| Lordsiegelbewahrerin Leader of the House of Lords                                                       |      | Angela Smith       |        | Co-operative Party (Labour Co-op) | 5. Juli 2024                                       | amtierend                       |
| Minister für Energiesicherheit und CO2-Ausstoß                                                          |      | Ed Miliband        |        | Labour Party                      | 5. Juli 2024                                       | amtierend                       |
| Minister für internationalen Handel und Wirtschaft Präsident des Board of Trade                         |      | Jonathan Reynolds  |        | Co-operative Party (Labour Co-op) | 5. Juli 2024                                       | amtierend                       |
| Ministerin für Arbeit und Pensionen                                                                     |      | Liz Kendall        |        | Labour Party                      | 5. Juli 2024                                       | amtierend                       |
| Minister für Umwelt, Ernährung und ländlichen Raum                                                      |      | Steve Reed         |        | Co-operative Party (Labour Co-op) | 5. Juli 2024                                       | amtierend                       |
| Verkehrsministerin                                                                                      |      | Louise Haigh       |        | Labour Party                      | 5. Juli 2024                                       | 29. November 2024               |
| Verkehrsministerin                                                                                      |      | Heidi Alexander    |        | Labour Party                      | 29. November 2024                                  | amtierend                       |
| Bildungsministerin Ministerin für Frauen und Gleichstellung                                             |      | Bridget Phillipson |        | Labour Party                      | 5. Juli 2024                                       | amtierend                       |
| Ministerin für Kultur, Medien und Sport                                                                 |      | Lisa Nandy         |        | Labour Party                      | 5. Juli 2024                                       | amtierend                       |
| Minister für Wissenschaft, Technologie und Innovationen                                                 |      | Peter Kyle         |        | Labour Party                      | 5. Juli 2024                                       | amtierend                       |
| Minister für Nordirland                                                                                 |      | Hilary Benn        |        | Labour Party                      | 5. Juli 2024                                       | amtierend                       |
| Minister für Schottland                                                                                 |      | Ian Murray         |        | Labour Party                      | 5. Juli 2024                                       | amtierend                       |
| Ministerin für Wales                                                                                    |      | Jo Stevens         |        | Labour Party                      | 5. Juli 2024                                       | amtierend                       |
| Weitere Teilnehmer an Kabinettssitzungen                                                                |      |                    |        |                                   |                                                    |                                 |
| Chief Whip im House of Commons Parlamentarischer Sekretär im Schatzamt                                  |      | Alan Campbell      |        | Labour Party                      | 5. Juli 2024                                       | amtierend                       |
| Chefsekretär des Schatzamtes                                                                            |      | Darren Jones       |        | Labour Party                      | 5. Juli 2024                                       | amtierend                       |
| Attorney General for England and Wales (Generalstaatsanwalt)                                            |      | Richard Hermer     |        | Labour Party                      | 5. Juli 2024                                       | amtierend                       |
| Staatsministerin für Entwicklung                                                                        |      | Anneliese Dodds    |        | Co-operative Party (Labour Co-op) | 5. Juli 2024                                       | zurückgetreten 28. Februar 2025 |
| Staatsministerin für Entwicklung                                                                        |      | Jenny Chapman      |        | Labour Party                      | 28. Februar 2025                                   | amtierend                       |
| Staatsministerin ohne Geschäftsbereich                                                                  |      | Ellie Reeves       |        | Labour Party                      | 6. Juli 2024 (Kabinettsrang seit 2. Dezember 2024) | amtierend                       |